# もりちかこ
もり ちかこ（5月12日 - ）は、日本の漫画家。三重県出身。血液型はO型。

## 概要
2000年、『ちゃおデラックス』（小学館）春の増刊号に掲載された「Hello! あまのじゃく」にてデビュー。以降、主に『ちゃお』（同）とその派生誌にて執筆活動を展開。代表作は、『スパーク!!ララナギはりけ〜ん』・『チャームエンジェル』・『とんでる!ポニーテール』・『わざアリっ♥きわみちゃん』。2009年にはニンテンドーDSソフト『キラキラリズムコレクション』のキャラクターデザインも手がけている。
2013年末に結婚し、その後2016年1月に第一子を出産した。
フクダツバキという別名称で活動中

## 作品一覧

### 読切作品
- Hello! あまのじゃく（『ちゃおデラックス』2000年春の増刊号・デビュー作）
- ページをめくれば（『ちゃおデラックス』2000年夏の増刊号）
- リトルデビルにご用心!（『ちゃお』2000年10月号・別冊付録）
- りんごのきもち（『ちゃおデラックス』2000年秋の増刊号）
- 1cmのラブチャンス（『ちゃおデラックス』2001年冬の増刊号）
- あくまDEまりあ（『ちゃお』2001年5月号）
- 少年シンデレラ（『ちゃおデラックス』2001年初夏の増刊号）
- 指名手配! キスどろぼう（『ちゃおデラックス』2002年冬の増刊号）
- ゆいゆい☆Winner（『ちゃおデラックス』2002年春の増刊号）
- SAMURAI GIRL 千里（『ちゃおデラックス』2003年春の増刊号）
- おもちゃのChu Chu Chu（『ChuChu』2003年夏号）
- うさたんにパセリをそえて（『ちゃおデラックス』2004年秋号）
- 逆鱗地帯（『ちゃおデラックスホラー』2011年冬号）
- 妖精マルティノのエッセンス（『ちゃおデラックス ホラー』2011年夏号）
- しもべ探しの神無（『ちゃおデラックス ホラー』2012年秋号）
- 禁歌（『ちゃおデラックス ホラー』2013年春号）
- オペラ（『ちゃおデラックス ホラー』2013年夏号）
- 祝歌（『ちゃおDXホラー』2014年冬号）
- 祝歌～華は千年～（2014年、単行本『禁歌』に描きおろし）

### 連載作品
いずれも版元は小学館。
- ミニモニ。やるのだぴょん!（『ちゃお』2001年7月号 - 2004年6月号・ショート漫画）
- お受験キッズ いぶき☆ハイテンション（『ちゃお』2001年10月号 - 12月号）
- くのいち生徒会 こいき七変化!!（『ちゃお』2002年7月号 - 12月号）
- くのいち生徒会 こいき七変化!! 第2部 恋の嵐編（『ちゃお』2003年2月号 - 7月号）
- くのいち生徒会 こいき七変化!! 第3部（『ちゃお』2003年10月号 - 2004年3月号）
  - 『ちゃおデラックス』にて番外編の掲載あり。
- スパーク!!ララナギはりけ〜ん（『ちゃお』2004年5月号 - 10月号）
- スパーク!!ララナギはりけ〜ん 炎の女神編（『ちゃお』2004年12月号 - 2005年5月号）
- スパーク!!ララナギはりけ〜ん スーパーセクシーウォーズ編（『ちゃお』2005年7月号 - 12月号）
  - 『ちゃおデラックス』にて番外編の掲載あり。
- チャームエンジェル（『ちゃお』2006年2月号 - 2008年5月号、ただし同誌2007年12月号は休載）
  - 『ちゃおデラックス』にて番外編掲載あり。
- チャームエンジェル★星魂（『ちゃおデラックス』2007年初夏の大増刊号 - 2008年春待ち大増刊号、『ちゃお』2007年12月号）
- わるいこヒーロー（『ちゃお』2008年7月号 - 12月号）
- とんでる!ポニーテール（『ちゃお』2009年3月号 - 2010年2月号）
- わざアリっ♥きわみちゃん（『ちゃお』2010年4月号 - 2011年9月号）
- デコちあ☆Win!（『ぷっちぐみ』2010年7月号 - 2012年8月号）
- 妖怪ウォッチ 〜わくわく☆にゃんだふるデイズ〜（『ちゃお』2014年2月号 - 2017年5月号）※ここではフミちゃんが主人公である。
- めがみさまのおとしもの（『ぷっちぐみ』2017年7月号 - 2018年1月号）
- ネコ・トモ（『ちゃお』2018年9月号 - 2019年4月号）
- エブリデイ授業参観!（『ちゃおデラックス』2019年11月号 - 2020年7月号）
- 三木夫婦の保健体育（『&FLOWER』2020年23号 - 連載中（不定期））フクダツバキ名義[4]
- チャームエンジェル〜星天使編〜(『ちゃおプラス』2022年8月10日-2022年1月29日)

### その他
- キラキラリズムコレクション（ニンテンドーDS用ソフト、2009年12月3日発売） - キャラクターデザイン（ゲーム原画家）担当

## 書籍
注記のないものはすべて小学館のちゃおコミックスレーベルより刊行。
- ミニモニ。やるのだぴょん!（全3巻） - ちゃおコミックススペシャル（小学館）より刊行。
- お受験キッズ いぶき☆ハイテンション
- くのいち生徒会 こいき七変化!!（全4巻）
- スパーク!! ララナギはりけ〜ん（全4巻）
- チャームエンジェル（全6巻）
- チャームエンジェル★星魂
- わるいこヒーロー
- とんでる!ポニーテール（全2巻）
- わざアリっ♥きわみちゃん（全3巻）
- デコちあ☆Win!
- 禁歌
- 妖怪ウォッチ 〜わくわく☆にゃんだふるデイズ〜（全3巻）